# Haute-Goulaine
 Haute-Goulaine  es una comuna y población de Francia, en la región de País del Loira, departamento de Loira Atlántico, en el distrito de Nantes y cantón de Vertou-Vignoble.
Su población en el censo de 2006 era de 5439  habitantes. Forma parte de la aglomeración urbana de Nantes. Está integrada en la Communauté de communes Sèvre, Maine et Goulaine.

## Geografía

Localización Haute-Goulaine en el departamento de Loira Atlántico.

Haute-Goulaine está situada a 10 km al sudeste de Nantes (centro) y en el departamento de Loira Atlántico. 
Limita con Saint-Julien-de-Concelles, Le Loroux-Bottereau, La Chapelle-Heulin, La Haie-Fouassière, Vertou y Basse-Goulaine.
Según la clasificación del INSEE, Haute-Goulaine es una comuna urbana, una de las 19 comunas de los suburbios de zona urbana de Nantes y de la zona urbana de Nantes-Saint Nazaire.

## Demografía
| 1815 | 1981 | 2582 | 3225 | 3823 | 4925 |
| Para los censos de 1962 a 1999 la población legal corresponde a la población sin duplicidades (Fuente: INSEE [Consultar]) |      |      |      |      |      |

## Historia
El nombre de Haute-Goulaine proviene del río Goulaine y del nombre de la zona.
En el siglo VI, se construyó una capilla dedicada a San Martín (de Vertou), discípulo de San Félix (obispo de Nantes, de 550 a 583). La parroquia, que fue en principio dedicada a San Radegonde es sin duda también de la misma época. 
La parroquia de Goulaine fue fundada entre el siglo XII y XIII. Pero no fue hasta 1287 que hubo dos parroquias en Goulaine: Basse Goulaine y Haute Goulaine (Baja y Alta Goulaine). 
La historia de la ciudad de Haute-Goulaine puede confundirse con el de la familia Goulaine (Marcis Goulaine del siglo XII). En el siglo XIV, Jean Goulaine II obtiene el derecho a un juicio justo en el día de San Martín. Entonces Gabriel de Goulaine (esposo de Margarita de Inglaterra), se establece en el señorío de Goulaine como marqués favorecido por Enrique IV. En el siglo XVII, la casa de Cleon, situada en el territorio de Haute-Goulaine, pertenecía a Madame de Sevigne (soltera de Chantal Rabutin). La tierra y el Castillo de Goulaine que pertenecían John de Baille Hache, marqués de Goulaine, fue comprado en 1788 por Piter Deurbroucq (armador y comerciante de origen holandés).

## Hermanamiento
Haute-Goulaine está hermanada con:
- Pedro Muñoz

## Galería

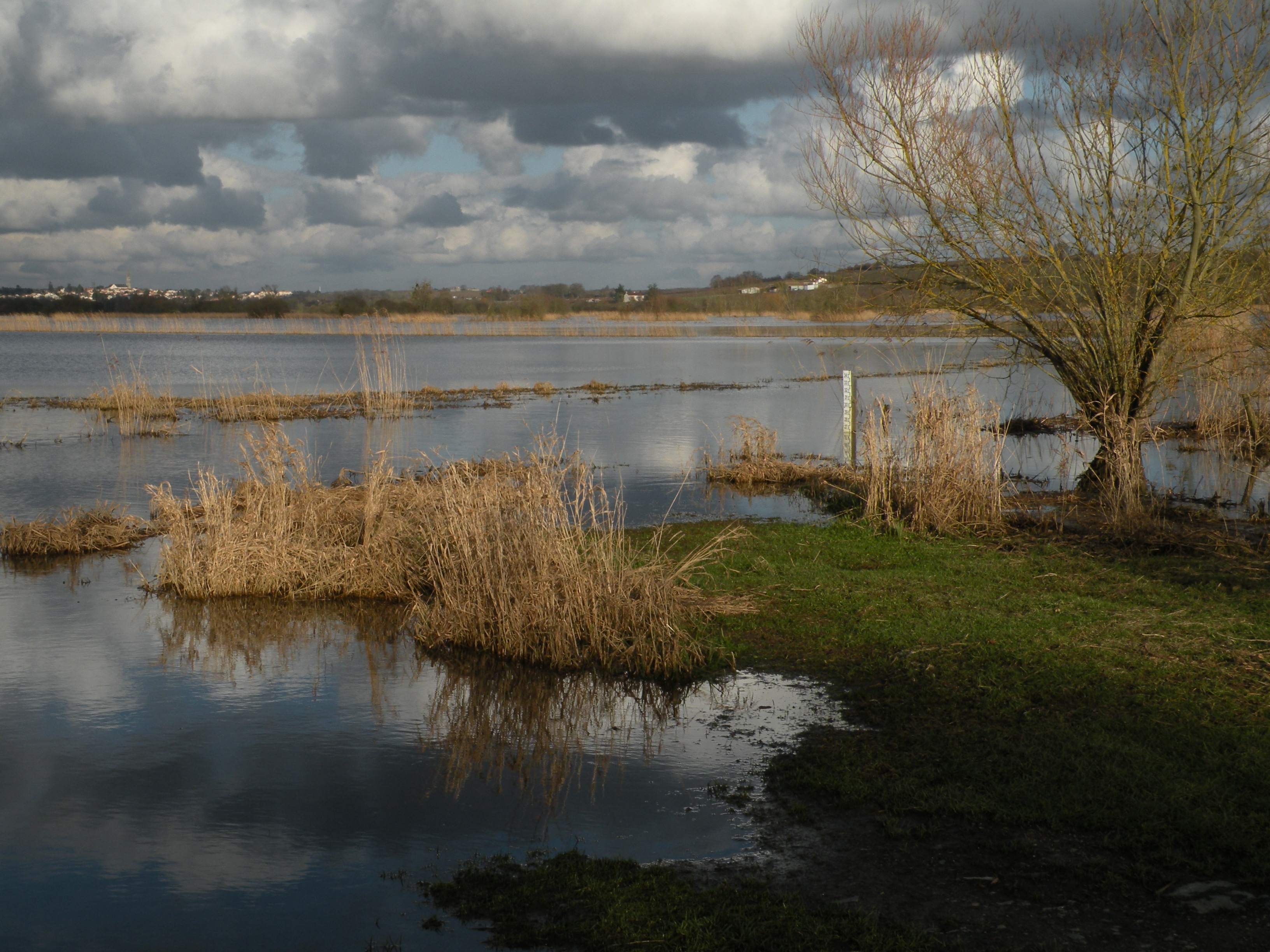
Las marismas de Goulaine
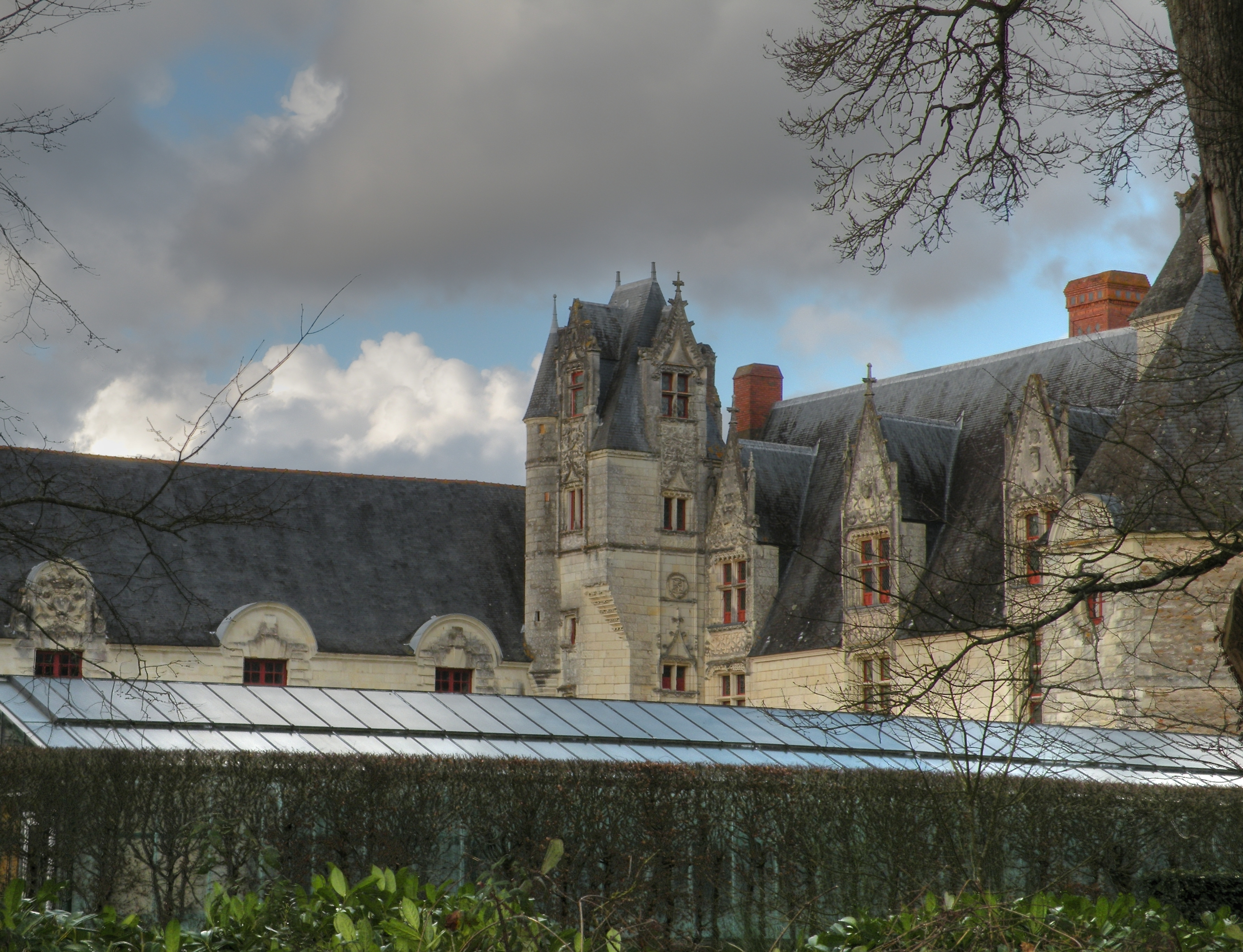
El castillo de Goulaine
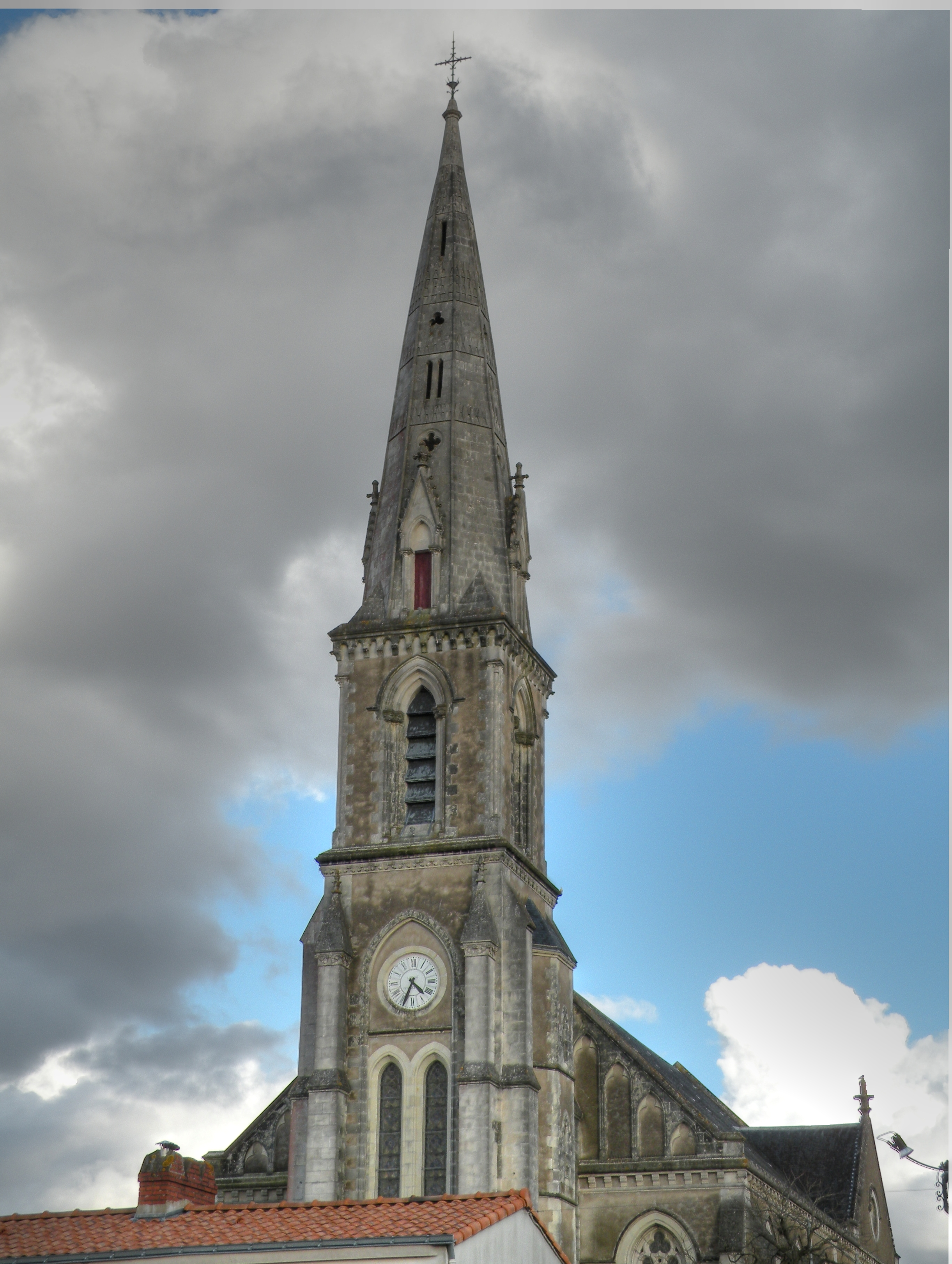
La iglesia